# The Closest Thing to Crazy
"The Closest Thing to Crazy" is de debuutsingle van zangeres Katie Melua. De single werd uitgebracht in 2003 en staat op het album Call Off the Search.

## Nummers
1. The Closest Thing to Crazy
2. Downstairs to the Sun
3. Thank You, Stars

## Hitnoteringen

### Hoogst behaalde posities in de hitlijsten
| Hitlijst (2004)         | Hoogste Positie |
| ----------------------- | --------------- |
| Ireland Singles Chart   | 4               |
| Nederlandse Top 40      | 15              |
| UK Singles Chart        | 10              |
| Europe Official Top 100 | 27              |

### NPO Radio 2 Top 2000
| Nummer met noteringen in de NPO Radio 2 Top 2000 | '04  | '05 | '06 | '07 | '08 | '09 | '10 | '11 | '12  | '13  | '14  | '15  |
| ------------------------------------------------ | ---- | --- | --- | --- | --- | --- | --- | --- | ---- | ---- | ---- | ---- |
| The Closest Thing to Crazy                       | 1926 | 72  | 134 | 217 | 225 | 460 | 521 | 873 | 1121 | 1079 | 1244 | 1652 |

1. ↑  Een vetgedrukt getal geeft de hoogste notering aan.
2. ↑  2004 was het eerste jaar met een notering voor dit nummer.
3. ↑  Deze tabel is bijgewerkt tot en met de laatste editie (2024).